# Мілове
Мілове́ — селище в Україні, адміністративний центр Міловської селищної громади Старобільського району Луганської області.

## Назва
Назва містечка походить від назви річки Мілова́ (рос. Меловая, досл. «Крейдяна», дореф. Мѣловая), названої так, бо в районі витоку річки високим пасмом залягають крейдяні відклади.

## Розташування
Розташоване на кордоні з Росією. Лінія Північно-Кавказької залізниці розділила його на дві частини. З російського боку розташоване селище Чертково. Залізничний вокзал перебуває на іншому боці залізниці, тобто у Росії. У смт розташований пункт контролю на кордоні з Росією Мілове — Чертково.

## Історія
Мілове засноване в 1872 році як хутір, з 1924 року офіційно є селом і з 1938 року — селищем міського типу.
Селище постраждало внаслідок голодомору у 1932—1933 роках, кількість встановлених жертв — 164 особи.
12 листопада 2014 року терористи обстріляли з території Росії український прикордонний наряд біля Мілового з мінометів та гранатометів. Потім, перейшовши державний кордон, російські терористи пішли в атаку. Атака була відбита, терористи відступили знову на територію Росії.
8 травня 2020 року під час відзначення 75-х роковин завершення Другої світової війни в Європі президент Володимир Зеленський відвідав смт Мілове. Він заявив, що тут, на кордоні з Росією, буде встановлено меморіал «усім, хто загинув за Україну». Зеленський жодним словом не згадав у зверненні Росію, але відзначив: «Сьогодні наші мужні хлопці та дівчата боронять Українську державу, наш суверенітет і територіальну цілісність. Заради миру, якого ми так потребуємо. Заради процвітання незалежної України. Заради наступних поколінь».
24 лютого 2022 року Збройні сили Російської Федерації окупували селище.

## Населення

### Мова
Розподіл населення за рідною мовою за даними перепису 2001 року:
| Мова            | Кількість | Відсоток |
| --------------- | --------- | -------- |
| українська      | 3236      | 57.67 %  |
| російська       | 2248      | 40.06 %  |
| вірменська      | 84        | 1.50 %   |
| білоруська      | 9         | 0.16 %   |
| румунська       | 1         | 0.02 %   |
| інші/не вказали | 33        | 0.59 %   |
| Усього          | 5611      | 100 %    |

## Опис
Селища Мілове (Україна) й Чертково (Росія) розділяє вулиця Дружби народів завдовжки близько трьох кілометрів, яка є водночас державним кордоном. З 2019 року російські прикордонники розмістили посередині вулиці паркан з колючого дроту, внаслідок чого вулиця стала односторонньою. Ця вулиця є рідною для майже 500 громадян України та Росії, які мешкають по обидва її боки. На ній діють такі російські підприємства, як Чортківський елеватор, залізничний вокзал, м'ясокомбінат. З українського боку вулиці розташовані Міловський завод рафінованих олій, енергетичне підприємство, великий ринковий майдан, де мешканці двох районів купували необхідні товари до встановлення паркану, навіть після початку неоголошеної війни.
До початку Російсько-української війни у 2014 році у Міловому проходив щорічний міжнародний фестиваль сучасної й традиційної української та російської пісенности, який мав назву «Вулиця Дружби».

## Міста-побратими
| Місто | Країна  |
| ----- | ------- |
| Чоп   | Україна |

## Уродженці Мілового
- Ченакал Валентин Лукич (1914—1977) — радянський історик науки
- Гармаш Денис Вікторович — український футболіст
- Чепуров Костянтин Павлович — доктор ветеринарних наук, лауреат Державної премії СРСР.

## Галерея

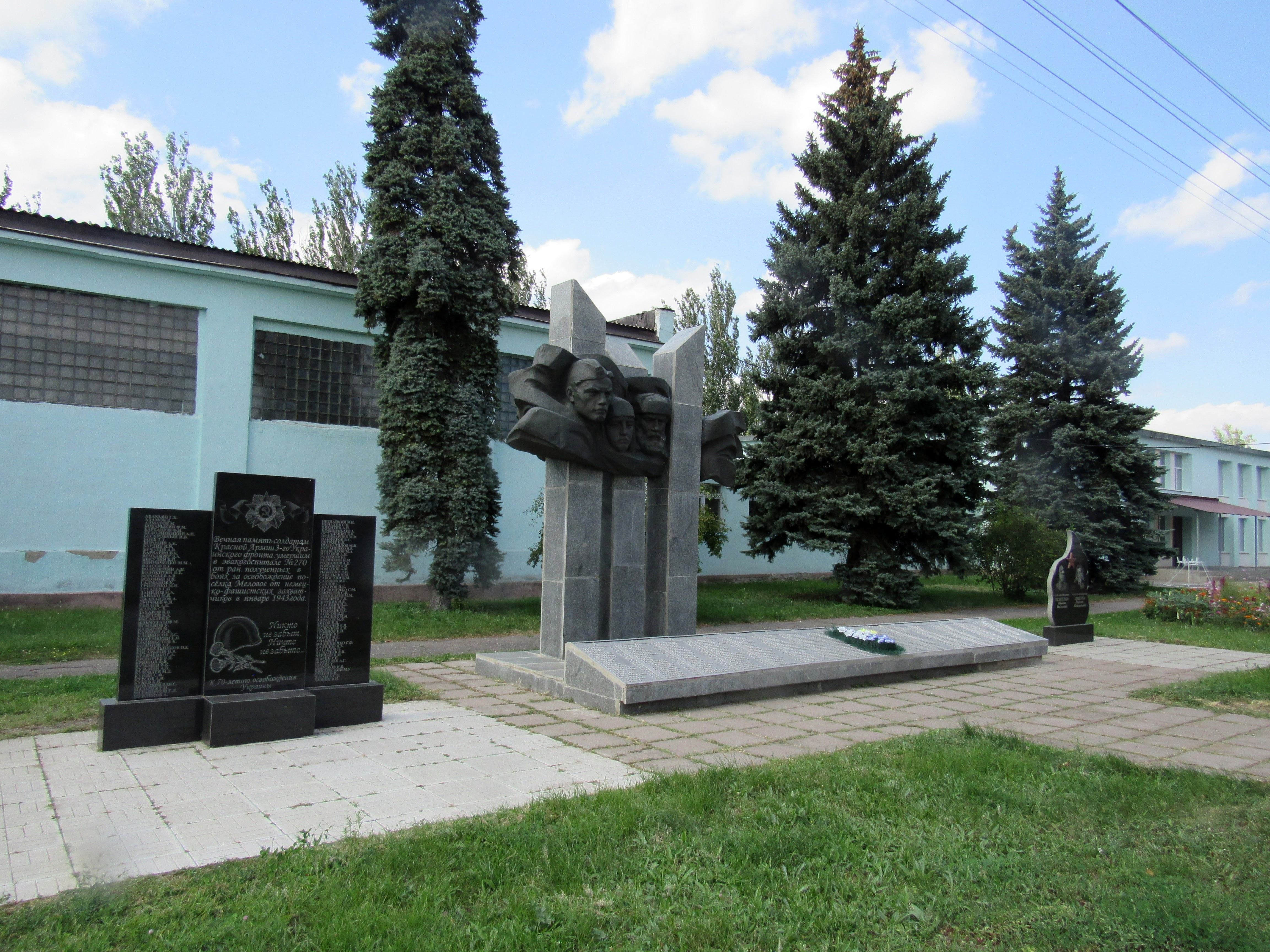
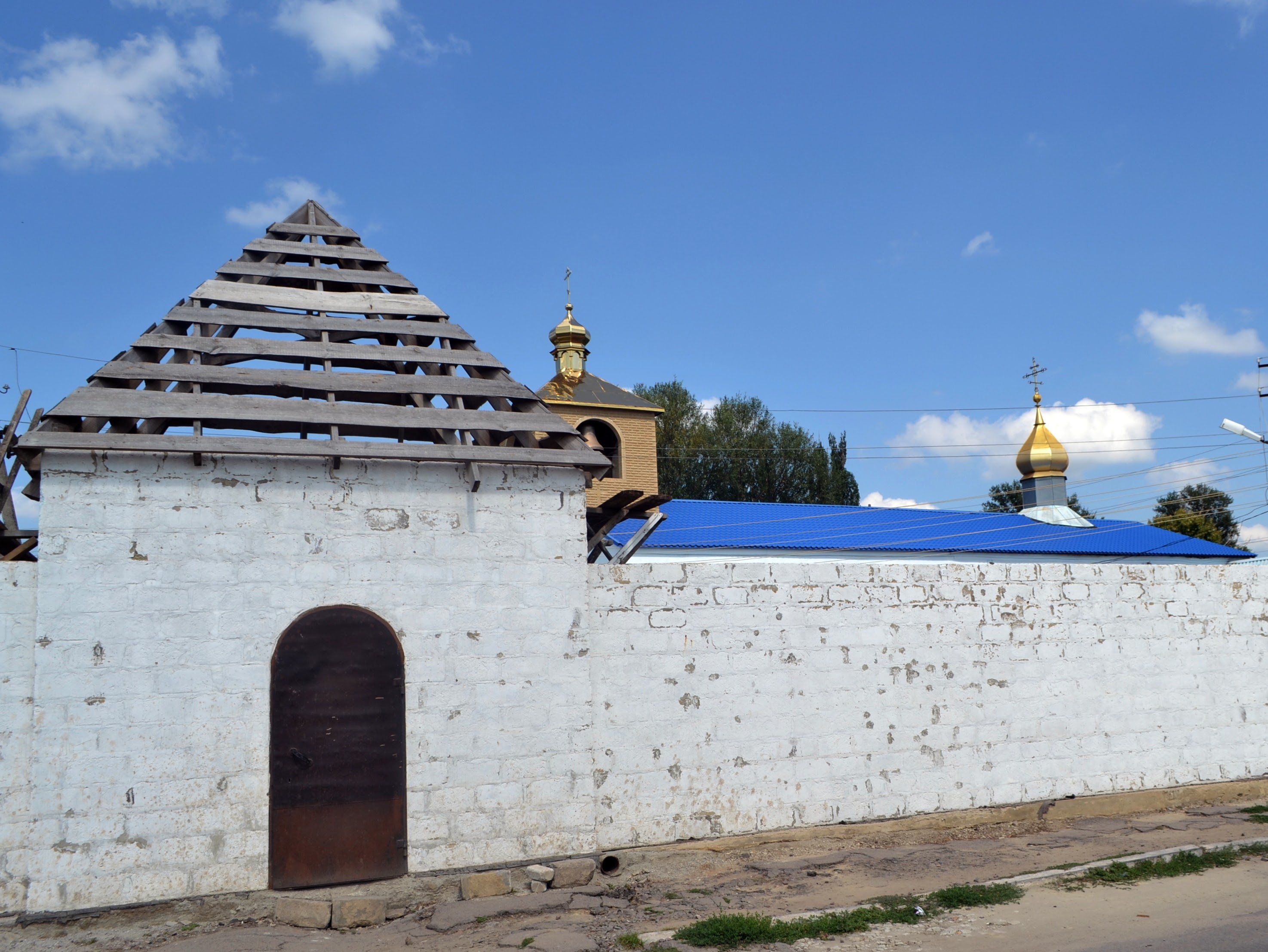
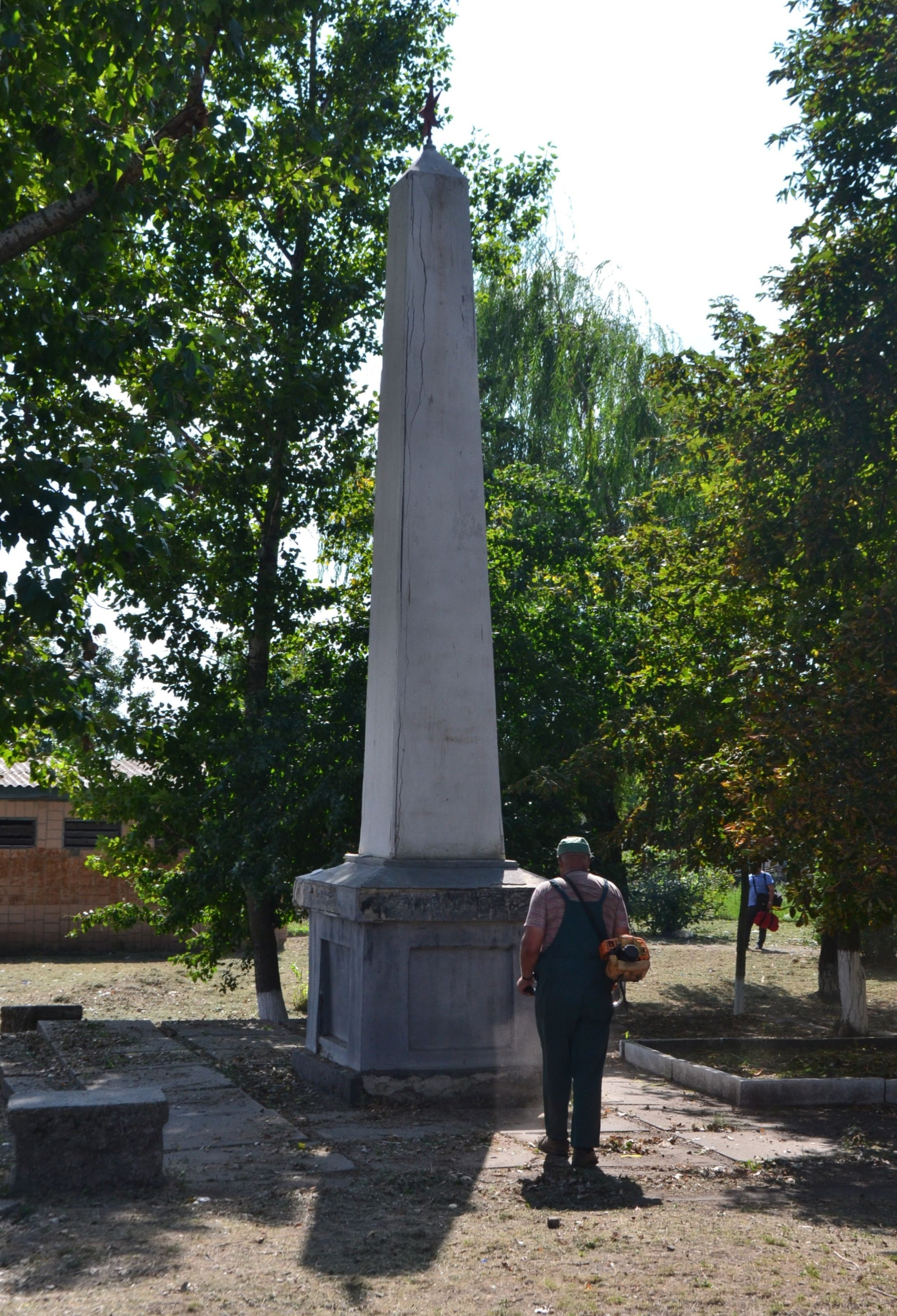
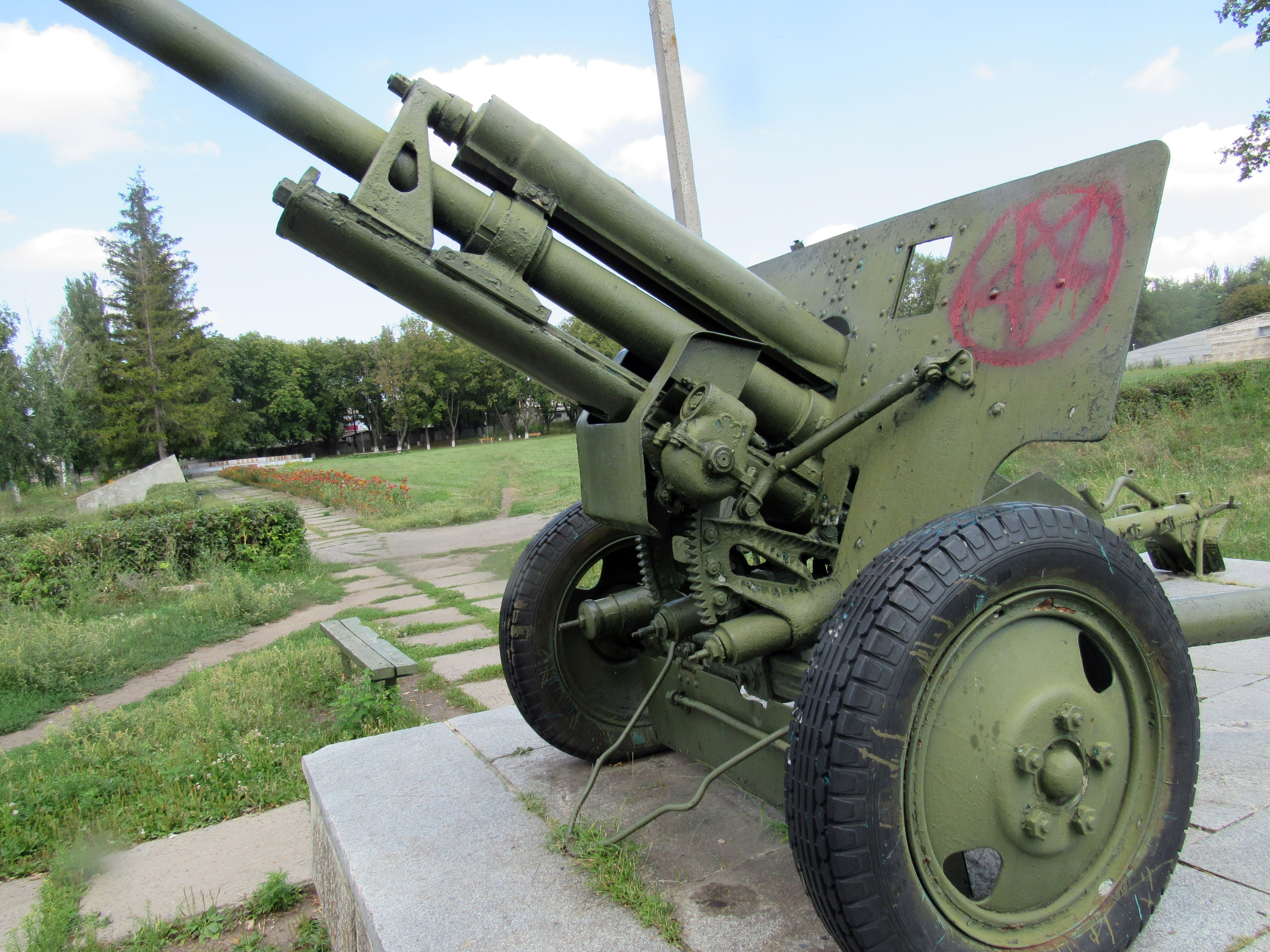
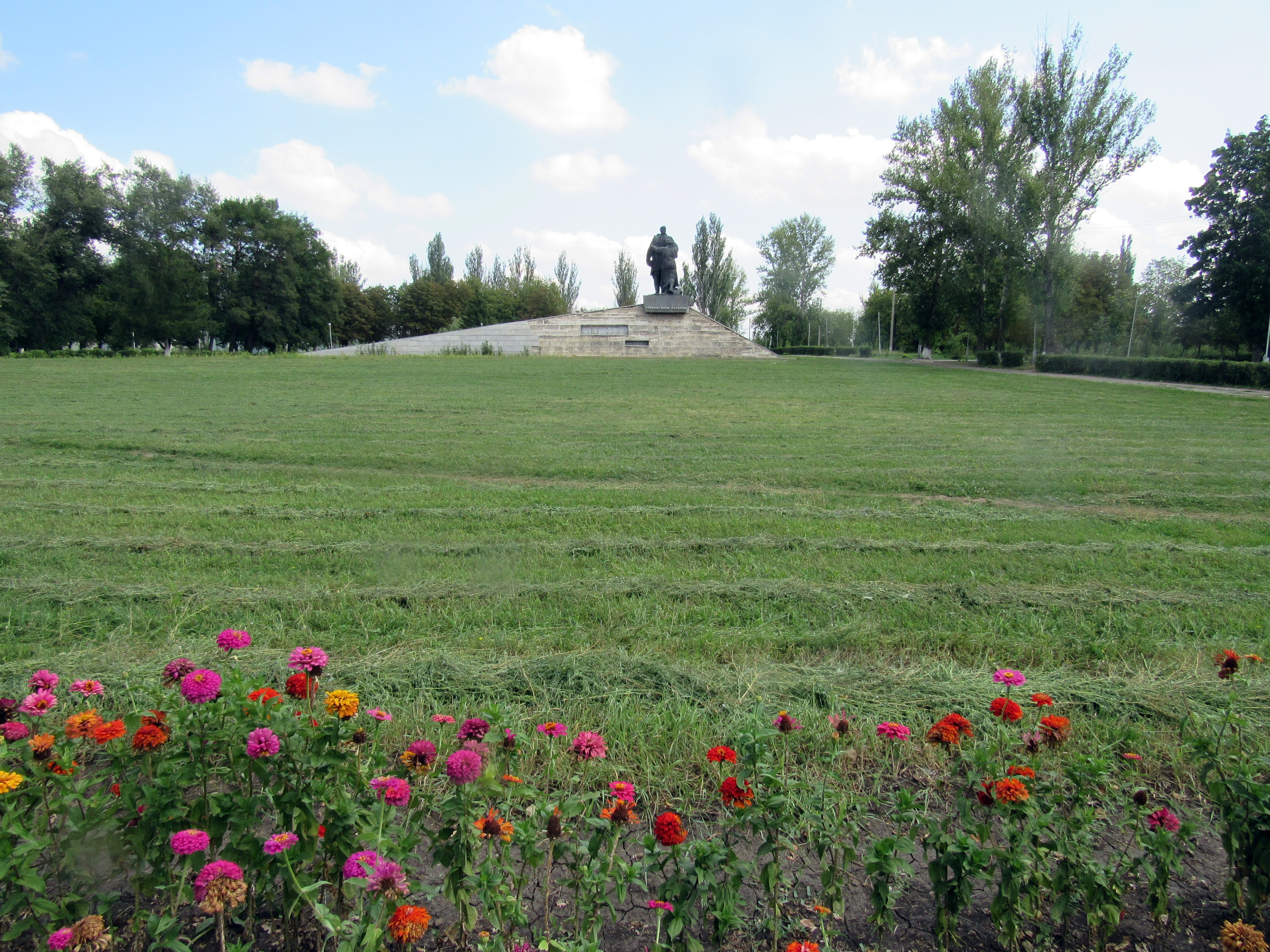
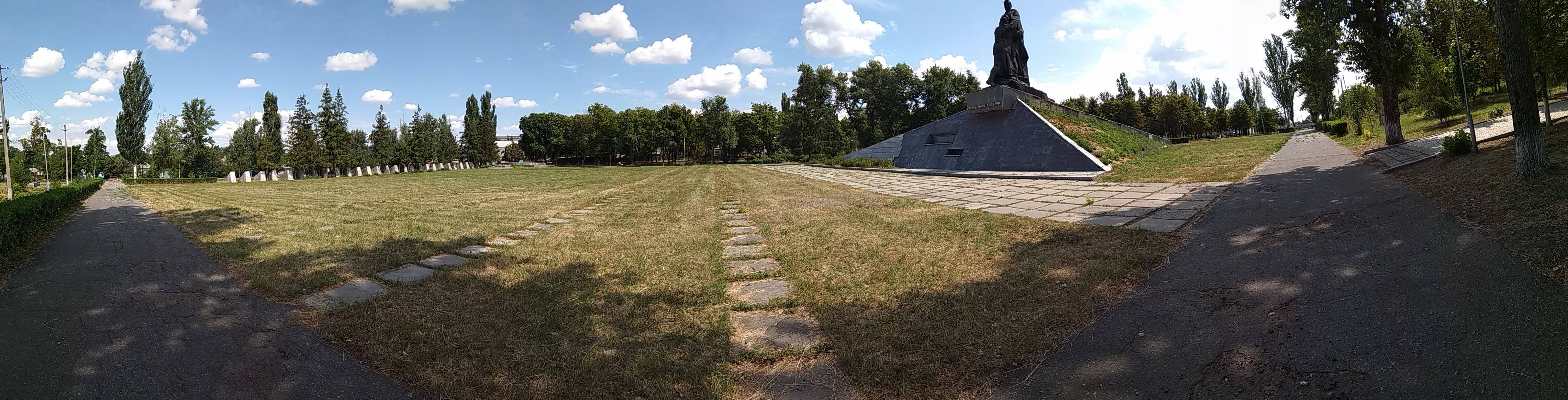
Панорама пам'ятника «Україна — визволителям»